# ブシャン包囲戦
ブシャン包囲戦（Siège de Bouchain）は、スペイン継承戦争の戦闘の一つで1711年8月5日から9月12日に南ネーデルラントのエノー伯領ブシャン（現在はフランス・ノール県）において、グレートブリテン王国（イギリス）とオーストリア（神聖ローマ帝国）・ネーデルラント連邦共和国（オランダ）同盟軍とフランス軍の間で行われた包囲戦。外側でも戦闘が行われ激戦となった。

## 経過
1709年のマルプラケの戦い以後同盟軍とフランス軍の全面的な衝突は起こらず、同盟軍は北フランスの防衛線突破を図り、それを阻止すべくフランス軍が前線に出張り、防衛線を巡る駆け引きが1710年からの主な動きであった。
しかし、水面下では別の動きも進んでいた。戦争の長期化で厭戦気分がこみ上げたイギリスでは野党のトーリー党がフランスの和睦を主張、イギリス女王アンも共感し1710年に与党のホイッグ党打倒工作が行われ、4月にアンの側近だった女官サラ・ジェニングスが宮廷から追放、続いて6月にサラの婿で閣僚のサンダーランド伯チャールズ・スペンサーが罷免、8月には政府首班で大蔵卿のゴドルフィン伯シドニー・ゴドルフィンも更迭され、10月の総選挙でホイッグ党が大敗してトーリー党政権が樹立した。そして、1711年5月にトーリー党の幹部ロバート・ハーレーが大蔵卿に就任、国務大臣のヘンリー・シンジョンらと共にフランスとの和平に進んでいった。
イギリス軍司令官のマールバラ公ジョン・チャーチルは妻サラとアンの信頼関係及びゴドルフィンとホイッグ党の支えで戦争を遂行してきたが、一連の政変でそれらが失われたせいで自らの地位も危うくなっていた。1710年からプリンツ・オイゲンらと共に同盟軍を率いてドゥエー・ベテューヌ・エール・サンヴナンを陥落させて防衛線を崩し、確実に南へ進軍していったが、イギリスが方針を切り替えた状態で更迭は確実と悟り、そうなる前に少しでも戦果を上げようと北フランスの都市を落として回った。
1711年、フランスの将軍ヴィラールは防衛線を南へ下げて、スカルプ川源流付近のアラスからヴァランシエンヌ、サンブル川の都市モブージュ・ナミュールまで範囲を広げ、防衛線から南のカンブレーで同盟軍を待ち受けた。6月に神聖ローマ皇帝カール6世の選出選挙に圧力をかけるべくフランス政府がヴィラールの軍勢からドイツへ送り、オイゲンもドイツへ移動したため両軍の戦力は多少減ったが、マールバラ公はドゥエーから西進してランスに移り7月6日に防衛線の拠点アルルーを落とした。しかし、22日にカンブレーから北上したヴィラールに奪還され砦を破壊されたため振り出しに戻った。
報告を受けたマールバラ公は構わずランスから更に西へ進軍、ベテューヌ付近に到着してアラスへの攻撃準備を始め、対するヴィラールもアラスに進み同盟軍を待ち構えた。しかし、8月4日にフランス軍の偵察を行い夜に行動を開始した同盟軍は篝火を残してフランス軍を欺き、アラスに向かうと見せかけて東へ戻り強行軍でアルルーへ急行した。マールバラ公はわざとアルルーを奪わせてフランス軍の油断を誘い、無防備となったアルルーへの奇襲を考えていたため、アルルーはドゥエーに残ったウィリアム・カドガンら同盟軍の伏兵に落とされ、5日の朝に到着した同盟軍は防衛線の一角を崩した。ヴィラールは騙されたと知って直ちにアルルーへ駆けつけたが、間に合わずカンブレーへ引き上げ、一方の同盟軍はアルルーから東進してブシャンを包囲した。
ブシャンはスヘルデ川と支流のサンセ川の合流地点に位置する湿地帯で、5000の守備隊が包囲軍3万に抵抗していた。加えて、カンブレーのヴィラールが分遣隊を派遣して包囲軍の西側を占拠、ドゥエーとブシャンの連絡を脅かした。マールバラ公は反撃に打って出て、ブシャンからスカルプ川南岸のマルシエンヌまで防衛線を築き逆にフランス軍分遣隊を威圧、ドゥエーまでの補給路を確保した。18日にブシャンへの攻撃が開始、ヴィラールはスカルプ川の補給隊襲撃を繰り返したが、包囲を止められず分遣隊の引き上げも余儀なくされ、ブシャンの守備隊は9月13日に降伏して捕虜となった。
マールバラ公はマルプラケの戦いに続いてヴィラールに勝利を飾ったが、年末に本国の命令で司令官を罷免され2度と大陸遠征に向かえなかった。後任の司令官のオーモンド公ジェームズ・バトラーはトーリー党の意向を受けて不戦の態度を取り、同盟軍に協力しなかったばかりかヴィラールに内通するようになり、1712年にイギリスとフランスの和睦が成立したことを機に大陸からイギリス軍を引き上げさせた。残された同盟軍はヴィラールの前に敗北（ドゥナの戦い）、戦争は終結に向かった。